# Переписна область №1 (Манітоба)
Переписна область №1 (англ. Division No.  1) — переписна область в Канаді, у провінції Манітоба.

## Населення
За даними перепису 2016 року, переписна область нараховувала 18534 жителів, показавши зростання на 6,9%, порівняно з 2011-м роком. Середня густина населення становила 1,2 осіб/км².
З офіційних мов обидвома одночасно володіли 1 805 жителів, тільки англійською — 16 260, тільки французькою — 15, а 45 — жодною з них. Усього 2,310 осіб вважали рідною мовою не одну з офіційних, з них 50 — одну з корінних мов, а 395 — українську.
Працездатне населення становило 54,4% усього населення, рівень безробіття — 8,2% (9,4% серед чоловіків та 6,7% серед жінок). 81,2% були найманими працівниками, 17,6% — самозайнятими.
Середній дохід на особу становив $41 373 (медіана $32 961), при цьому для чоловіків — $49 834, а для жінок $32 674 (медіани — $41 582 та $25 706 відповідно).
27,9% мешканців мали закінчену шкільну освіту, не мали закінченої шкільної освіти — 26,9%, 45,2% мали післяшкільну освіту, з яких 26,2% мали диплом бакалавра, або вищий, 45 осіб мали вчений ступінь.
| Статево-вікова структура населення | Статево-вікова структура населення | Статево-вікова структура населення | Статево-вікова структура населення | Статево-вікова структура населення |
| ---------------------------------- | ---------------------------------- | ---------------------------------- | ---------------------------------- | ---------------------------------- |
|                                    |                                    |                                    |                                    |                                    |
| Всього                             | Всього                             | 51,9%48,1%                         |                                    |                                    |
| 0 — 14 років                       | 0 — 14 років                       |                                    | 13,6%                              | 13,6%                              |
| 15 — 64 років                      | 15 — 64 років                      |                                    | 59,6%                              | 59,6%                              |
| 65 і більше                        | 65 і більше                        |                                    | 26,8%                              | 26,8%                              |
| 85 і більше                        | 85 і більше                        |                                    | 2,2%                               | 2,2%                               |
| 100 і більше                       | 100 і більше                       |                                    | 0%                                 | 0%                                 |
| Середній вік (років)               | Середній вік (років)               | 47,248,0                           | 47,6                               | 47,6                               |
| Медіана (років)                    | Медіана (років)                    | 52,753,8                           | 53,3                               | 53,3                               |
| — чоловіки — жінки                 |                                    |                                    |                                    |                                    |

| Походження мешканців:     | Походження мешканців:     | Походження мешканців: | Походження мешканців: | Походження мешканців: |
| ------------------------- | ------------------------- | --------------------- | --------------------- | --------------------- |
| Походження                |                           |                       | осіб                  | %                     |
| Корінні американці        | Корінні американці        |                       | 3 425                 | 19.39%                |
| Інше північноамериканське | Інше північноамериканське |                       | 4 430                 | 25.08%                |
| Європейське               | Європейське               |                       | 14 450                | 81.82%                |
| британське                | британське                |                       | 6 435                 | 36.44%                |
| французьке                | французьке                |                       | 3 460                 | 19.59%                |
| українське                | українське                |                       | 3 735                 | 21.15%                |
| Карибське                 | Карибське                 |                       | 80                    | 0.45%                 |
| Латинськоамериканське     | Латинськоамериканське     |                       | 105                   | 0.59%                 |
| Африканське               | Африканське               |                       | 60                    | 0.34%                 |
| Азійське                  | Азійське                  |                       | 475                   | 2.69%                 |
| Океанійське               | Океанійське               |                       | 25                    | 0.14%                 |

| Зайнятість населення за галузями (за класифікацією NOC): | Зайнятість населення за галузями (за класифікацією NOC): | Зайнятість населення за галузями (за класифікацією NOC): | Зайнятість населення за галузями (за класифікацією NOC): | Зайнятість населення за галузями (за класифікацією NOC): |
| -------------------------------------------------------- | -------------------------------------------------------- | -------------------------------------------------------- | -------------------------------------------------------- | -------------------------------------------------------- |
|                                                          |                                                          |                                                          |                                                          |                                                          |
| Управління                                               | Управління                                               |                                                          | 13,1%                                                    | 13,1%                                                    |
| Бізнес, фінанси та адміністрування                       | Бізнес, фінанси та адміністрування                       |                                                          | 11,2%                                                    | 11,2%                                                    |
| Природничі та прикладні науки                            | Природничі та прикладні науки                            |                                                          | 3,7%                                                     | 3,7%                                                     |
| Охорона здоров'я                                         | Охорона здоров'я                                         |                                                          | 6,2%                                                     | 6,2%                                                     |
| Освіта, правозахист, муніципальні та урядові служби      | Освіта, правозахист, муніципальні та урядові служби      |                                                          | 12,1%                                                    | 12,1%                                                    |
| Мистецтво, культура, відпочинок та спорт                 | Мистецтво, культура, відпочинок та спорт                 |                                                          | 1,6%                                                     | 1,6%                                                     |
| Роздрібна торгівля та послуги                            | Роздрібна торгівля та послуги                            |                                                          | 20%                                                      | 20%                                                      |
| Гуртова торгівля, транспорт та обладнання                | Гуртова торгівля, транспорт та обладнання                |                                                          | 22,2%                                                    | 22,2%                                                    |
| Природні ресурси, сільське господарство                  | Природні ресурси, сільське господарство                  |                                                          | 6,3%                                                     | 6,3%                                                     |
| Виробництво                                              | Виробництво                                              |                                                          | 3,4%                                                     | 3,4%                                                     |

## Населені пункти
До переписної області входять містечка Лак-ду-Бонні, Паверв'ю-Пайн-Фоллс, муніципалітети Стюартберн, Піні, Рейнольдс, Вайтмаут, Вікторія-Біч, Лак-дю-Бонне, Александер, самоврядний округ Пінава, індіанська резервація Баффало-Пойнт 36, а також хутори, інші малі населені пункти та розосереджені поселення.

## Клімат
Середня річна температура становить 2,1°C, середня максимальна – 23,6°C, а середня мінімальна – -24,1°C. Середня річна кількість опадів – 577 мм.
| Клімат поселення                              | Клімат поселення | Клімат поселення | Клімат поселення | Клімат поселення | Клімат поселення | Клімат поселення | Клімат поселення | Клімат поселення | Клімат поселення | Клімат поселення | Клімат поселення | Клімат поселення | Клімат поселення |
| Показник                                      | Січ.             | Лют.             | Бер.             | Квіт.            | Трав.            | Черв.            | Лип.             | Серп.            | Вер.             | Жовт.            | Лист.            | Груд.            |                  |
| Середній максимум, °C                         | −11,9            | −7,82            | −0,71            | 8,72             | 16,73            | 22,21            | 23,62            | 22,23            | 16,52            | 9,70             | −0,45            | −10,1            |                  |
| Середня температура, °C                       | −17,99           | −13,9            | −6,8             | 2,64             | 10,66            | 16,12            | 19,15            | 17,76            | 12,04            | 5,23             | −4,9             | −14,59           |                  |
| Середній мінімум, °C                          | −24,08           | −19,98           | −12,87           | −3,45            | 4,57             | 10,04            | 14,68            | 13,30            | 7,58             | 0,79             | −9,38            | −19,05           |                  |
| Норма опадів, мм                              | 23               | 17               | 25               | 31               | 67               | 96               | 85               | 69               | 62               | 46               | 31               | 25               |                  |
| Середньомісячна швидкість вітру, м/с          | 3.33             | 3.31             | 3.60             | 3.70             | 3.90             | 3.50             | 3.30             | 3.40             | 3.80             | 4.00             | 3.90             | 3.40             |                  |
| Середньомісячна сонячна радіація, кДж/м²·день | 4236             | 7514             | 12417            | 17057            | 20028            | 20788            | 21212            | 17918            | 12293            | 7198             | 4051             | 3095             |                  |
| --------------------------------------------- | ---------------- | ---------------- | ---------------- | ---------------- | ---------------- | ---------------- | ---------------- | ---------------- | ---------------- | ---------------- | ---------------- | ---------------- | ---------------- |
| Джерело:                                      |                  |                  |                  |                  |                  |                  |                  |                  |                  |                  |                  |                  |                  |